# タイリー島

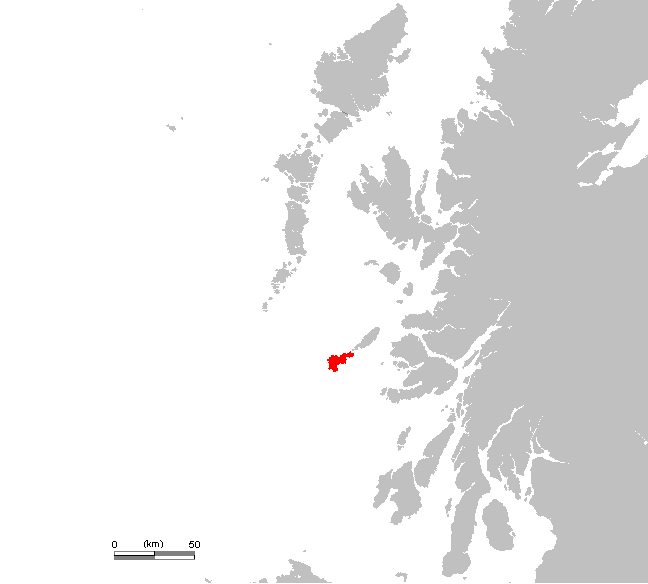
タイリー島の位置

タイリー島 （タイリーとう、Tiree、スコットランド・ゲール語:Tiriodh、古ノルド語:Tyrvist）は、スコットランド、インナー・ヘブリディーズ諸島の島。行政上はアーガイル・アンド・ビュートに属する。人口は770人（2001年）。
マル島とコル島の西側にある。海岸に岩石海岸、砂浜海岸、砂利海岸があり、内陸部にはマッハ、沼地、ムーアとロッホが分布している。グリーンランドなどからガンや渉禽類が訪れ、2001年にラムサール条約登録地となった。